# Acritogramma
Acritogramma là một chi bướm đêm thuộc họ Erebidae.

## Các loài
- Acritogramma metaleuca (Hampson, 1913)
- Acritogramma noctar (Schaus, 1901)